# 18961 Hampfreeman
18961 Hampfreeman è un asteroide della fascia principale. Scoperto nel 2000, presenta un'orbita caratterizzata da un semiasse maggiore pari a 2,3956294 au e da un'eccentricità di 0,1905355, inclinata di 2,45995° rispetto all'eclittica.
L'asteroide è dedicato allo studente statunitense Thomas Hampton Freeman.